# Musica puntuale
La musica puntuale, o puntillismo è una tecnica compositiva affermatasi intorno agli anni trenta, ma già utilizzata da alcuni compositori nell'ambito della scuola seriale post-weberniana, che prende il nome dalla parola francese pointillisme (puntinismo) normalmente impiegata in campo pittorico.
Le singole note acquistano una propria fisicità (in termini di durata, altezza, timbro) che va oltre la loro funzione nel contesto compositivo.
Il puntillismo è quindi una corrente musicale contemporanea che pensa e concepisce i suoni come eventi a sé stanti, con una conseguente riduzione dell'importanza del tessuto musicale. Tra i compositori noti per aver adottato tale tecnica viene spesso menzionato Anton Webern; Webern è il nome citato ad esempio da Morton Feldman per illustrare la differenza tra il puntillismo e le tecniche dagli esiti apparentemente analoghi riscontrabili nelle proprie composizioni: "Non si tratta del puntillismo musicale, come in Webern, ma della mente che riposa su un'immagine."